# Pholetesor salicifoliellae
Pholetesor salicifoliellae är en stekelart som först beskrevs av Mason 1959.  Pholetesor salicifoliellae ingår i släktet Pholetesor och familjen bracksteklar. Inga underarter finns listade i Catalogue of Life.